# Garin lo Brun
Pour les articles homonymes, voir Brun.
Garin lo Brun (en latin Garis Bruni), était un troubadour de langue occitane du XIIe siècle ayant vécu au sud de l'Auvergne. 
Il serait mort en 1156, en tout cas avant 1162, date à laquelle son frère, Guillaume de Randon, donne le mas de Groviala aux chevaliers du Temple, pour le repos de l'âme du troubadour.

## Biographie
Si l'auteur de sa biographie le nomme le « noble châtelain du Velay », il est peut-être cependant issu du Gévaudan. Il est en effet fils de Guérin, seigneur de Randon, l'une des huit baronnies du Gévaudan. Cependant, les Randon avaient plusieurs possessions en Velay, donc il est possible qu'il ait plus vécu dans cette partie septentrionale du Languedoc.
Il est principalement connu pour son ensenhamen, dans lequel il donne de bons conseils à une noble dame. Il n'écrivait pas des vers ni des chansons, mais des tensos. Il en dédie d'ailleurs à Eblon de Saignes, dans son dialogue imaginaire qui exprime le partage de son cœur entre la mesure et la légèreté (Mesura e Leujaria).

## Sources
1. ↑  Vicomte de Lescure, Armorial du Gévaudan, pp. 18-19
2. ↑  Félix Buffière, Ce tant rude Gévaudan [détail des éditions], Tome I, pp. 729-730
3. ↑  Églises romanes de Haute Auvergne, disponible sur (fr) google books